# Сыроквашино (Невельский район)
Сыроквашино — деревня в Невельском районе Псковской области России. Входит в состав Ивановской волости. 

## География
Расположена в 20 км к востоку от города Невель на автодороге Р51. 

## Население
| 2001 | 2002 | 2010 |
| ---- | ---- | ---- |
| 80   | →80  | ↘60  |

Численность населения деревни по оценке на начало 2001 года составляла 80 человек.